# 平順省
平順省（越南语：／）是原越南中南沿海地區的一個省，省莅潘切市。

## 地理
平顺省西南接巴地头顿省，西接同奈省，北接林同省，东北接宁顺省，东和南临南中国海。

## 历史

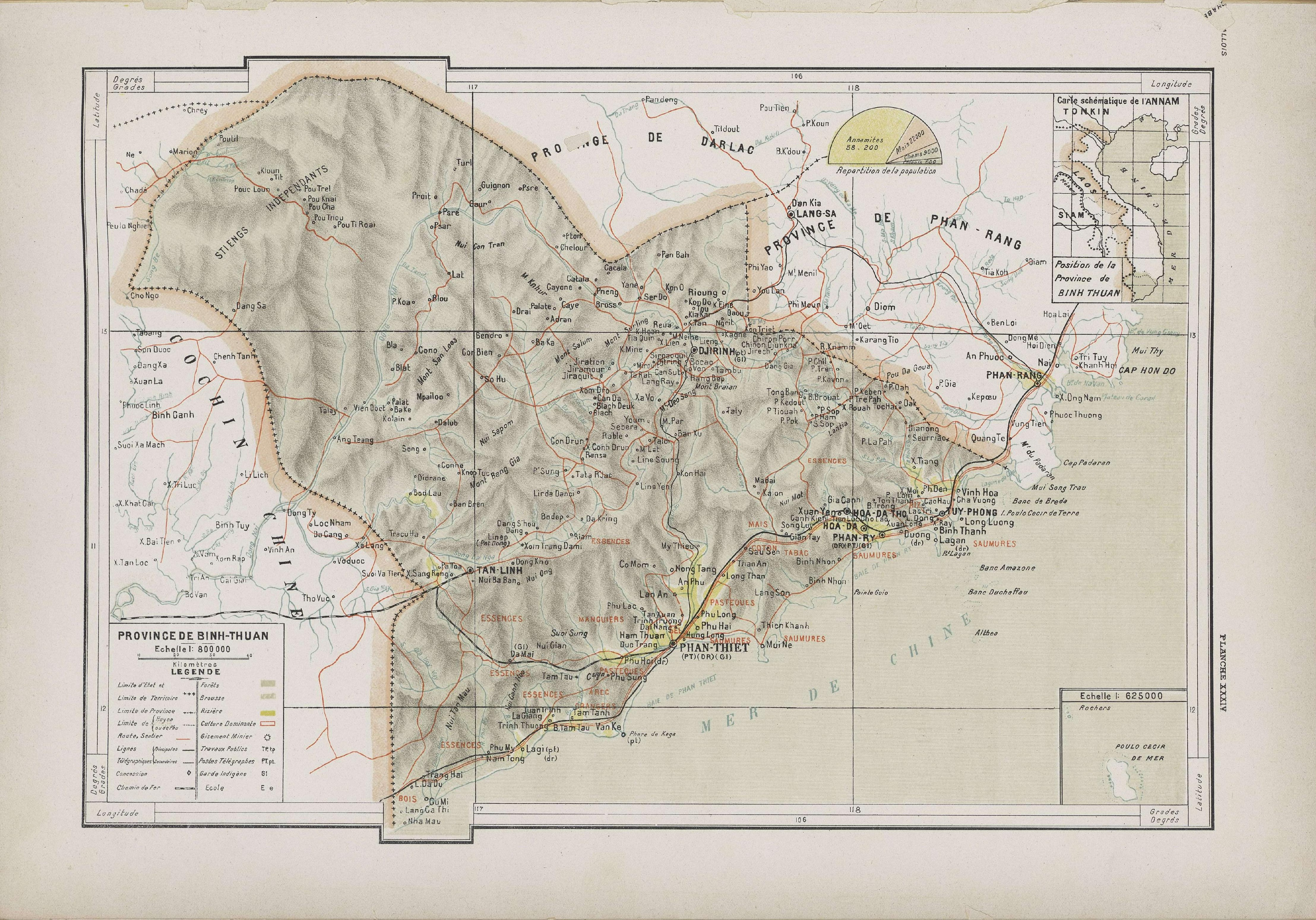
法属印度支那时期的平順省地图

1976年2月，平顺省和宁顺省合并为顺海省。平顺省区域包括潘切市社、北平县、德灵县、咸新县和咸顺县1市社4县。
1977年12月15日，顺海省以富贵岛增设富贵县；咸顺县1社划归潘切市社管辖。
1979年3月13日，顺海省咸顺县部分区域划归潘切市社管辖。
1982年12月30日，顺海省北平县析置绥丰县，咸顺县分设为咸顺北县和咸顺南县，德灵县析置性灵县，咸顺县1市镇1社划归潘切市社管辖。
1991年12月26日，顺海省重新分设为平顺省和宁顺省，平顺省下辖潘切市社、绥丰县、北平县、咸顺北县、咸顺南县、咸新县、德灵县、性灵县、富贵县1市社8县，省莅潘切市社。
1999年8月25日，潘切市社改制为潘切市。
2005年9月5日，咸新县析置罗夷市社。
2009年6月24日，潘切市被评定为二级城市。
2018年1月17日，罗夷市社被评定为三级城市。
2025年7月1日併入林同省後走入歷史。

## 行政區劃
平順省下轄1市1市社8縣，省莅潘切市。
- 潘切市（Thành phố Phan Thiết）
- 羅夷市社（Thị xã La Gi）
- 北平縣（Huyện Bắc Bình）
- 德靈縣（Huyện Đức Linh）
- 咸新縣（Huyện Hàm Tân）
- 咸順北縣（Huyện Hàm Thuận Bắc）
- 咸順南縣（Huyện Hàm Thuận Nam）
- 富貴縣（Huyện Phú Quý）
- 性靈縣（Huyện Tánh Linh）
- 綏豐縣（Huyện Tuy Phong）

## 經濟
平顺省以農漁業為主，旅遊收入也在成長中。

## 外部連結
- 平顺省电子信息门户网站（越南文）